# Achada Furna
Achada Furna (crioll capverdià Txada Furna) és una vila a l'est de l'illa de Fogo a l'arxipèlag de Cap Verd. Està situada 15 kilòmetres a l'est de São Filipe i a l'est de Cova Figueira.